# پتی ۷۷۴۰
سیارک ۷۷۴۰ (به انگلیسی: 7740 Petit، نامگذاری:1983RR2) هفت هزار و هفتصد و چهلمین سیارک کشف شده‌است که در ۶ سپتامبر ۱۹۸۳ کشف شد.
قدر مطلق سیارک برابر ۱۳٫۱۰ است.